# Соловьёва, Маргарита Александровна
Маргарита Александровна Соловьёва — советский хозяйственный и государственный деятель, Герой Социалистического Труда.

## Биография
Родилась в 1937 году в Перове. Член КПСС.
В 1952—1992 — швея-мотористка артели «Спорткультпром», швея-мотористка Московского производственного швейного объединения «Черёмушки» Министерства лёгкой промышленности РСФСР.
Указом Президиума Верховного Совета СССР от 16 января 1981 года за выдающиеся производственные достижения, досрочное выполнение заданий десятой пятилетки и социалистических обязательств присвоено звание Героя Социалистического Труда с вручением ордена Ленина и золотой медали «Серп и Молот».
Делегат XXV съезда КПСС.
Живёт в Москве.

## Награды и звания
- Герой Социалистического Труда (16.01.1981)
- Орден Ленина (16.01.1981)
- Орден Октябрьской Революции (20.02.1974)
- Орден Трудового Красного Знамени (05.04.1971)